# Max Obier
Max Obier (* 25. Oktober 1859 in Berlin als Friedrich Wilhelm Maximilian Obier; † 9. Juli 1909 in Pankow, Kreis Niederbarnim) war ein Buchdrucker und Politiker (SPD).

## Leben
Obier, der evangelischer Konfession war, war von März 1898 bis Oktober 1901 Steindrucker und Pantograph in Detmold. Von 1900 bis 1901 war er Vorsitzender des Gewerkschaftskartells in Detmold und seit Oktober 1901 in Karlsruhe tätig.
Dem Landtag Lippe gehörte er von 1900 bis 1901 an. Er wurde bei der Landtagswahl in Lippe 1900 in der Stichwahl am 27. Dezember 1900 im ersten Wahlkreis der dritten Klasse mit 673 von 1072 Stimmen gewählt. Er setzte sich damit gegen den Schmiedemeister Wißmann durch, der im ersten Wahlgang am 12. Dezember 1900 mit 20,1 % der Stimmen Zweiter hinter Obier (29,2 %) gewesen war.